# Estadi de Yamoussoukro
L'Estadi de Yamoussoukro és un estadi esportiu de la ciutat de Yamoussoukro, a Costa d'Ivori.
Té una capacitat per a 20.000 espectadors.
El 19 d'octubre de 2018, l'estadi va ser inaugurat pel primer ministre ivorià Amadou Gon Coulibaly. L'11 de juny de 2021, l'estadi va ser lliurat al Municipi de Yamoussoukro i acollirà els partits de la Lliga de Costa d'Ivori. Serà seu de la Copa d'Àfrica de Nacions 2023.

## Referències

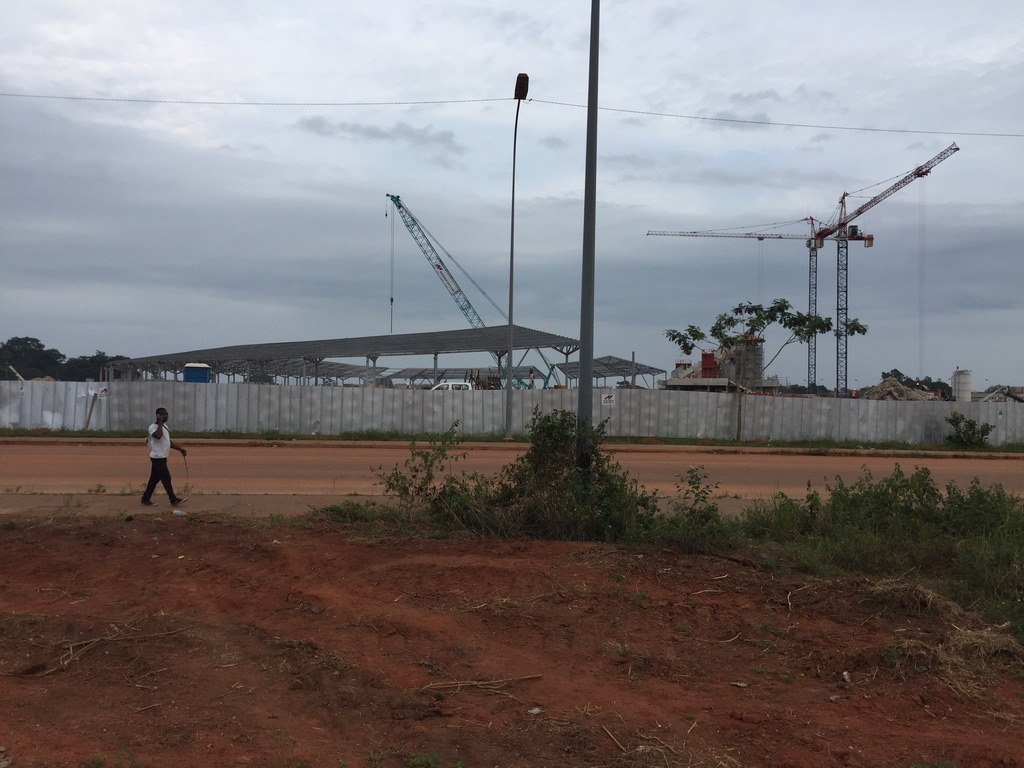
Estadi de Yamoussoukro en construcció, 11 d'agost de 2020.